# Université de Königsberg

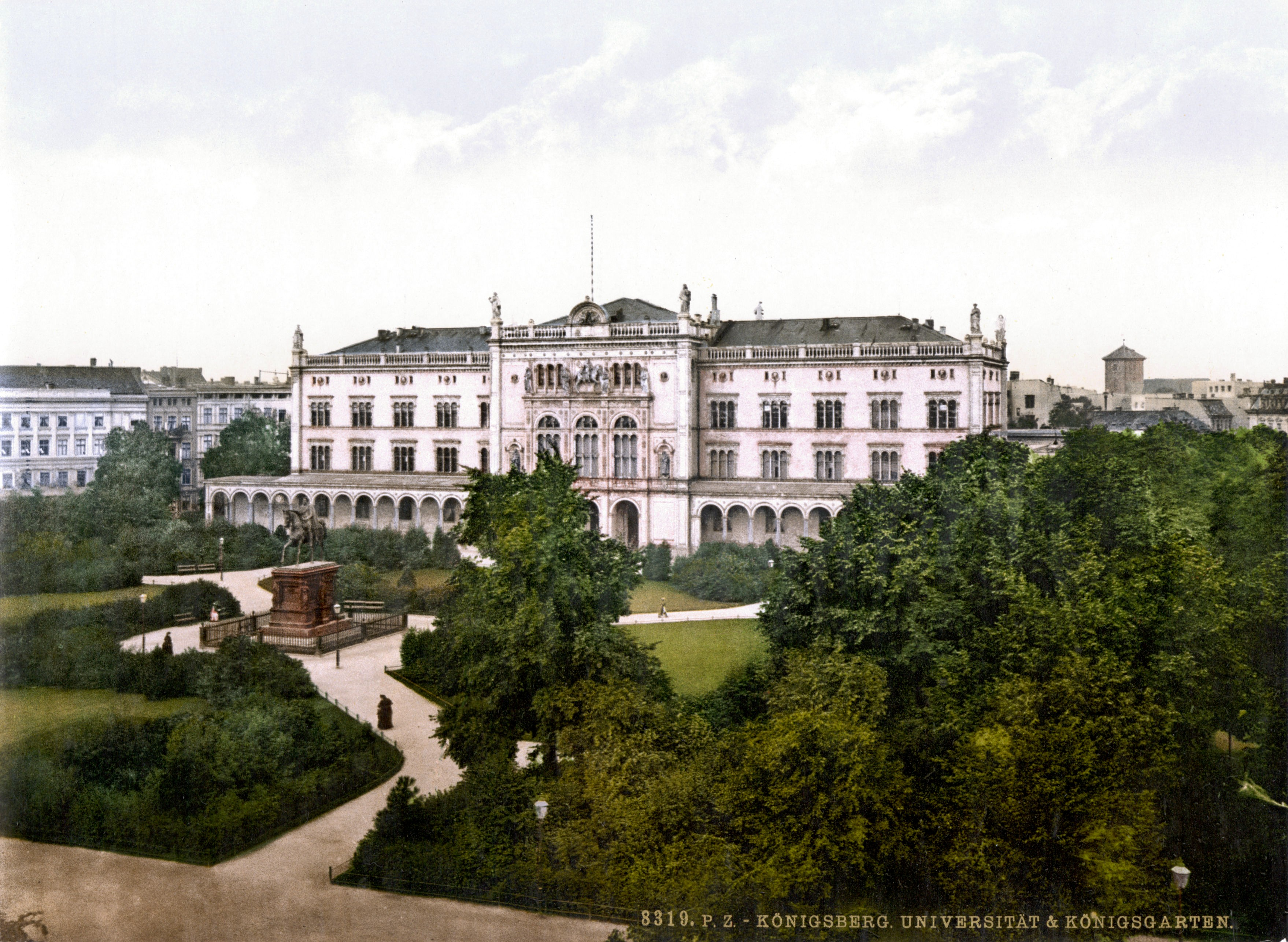
Carte postale du XIX représentant l'université Albertina de Königsberg.

Pour les articles homonymes, voir Albertina.
L'université de Königsberg (Albertus-Universität Königsberg) était une université de la ville allemande de Königsberg, en province de Prusse-Orientale. Fondée en 1544 par le duc Albert de Brandebourg, elle fut désignée poétiquement un siècle plus tard sous l'appellation d’Albertina en son hommage. Au sortir de la Seconde Guerre mondiale, l'université fut fermée et Königsberg annexée et rebaptisée Kaliningrad par l'Union soviétique. L'université russe d'État Emmanuel-Kant se veut le successeur des traditions de l'université Albertus.

## Fondation

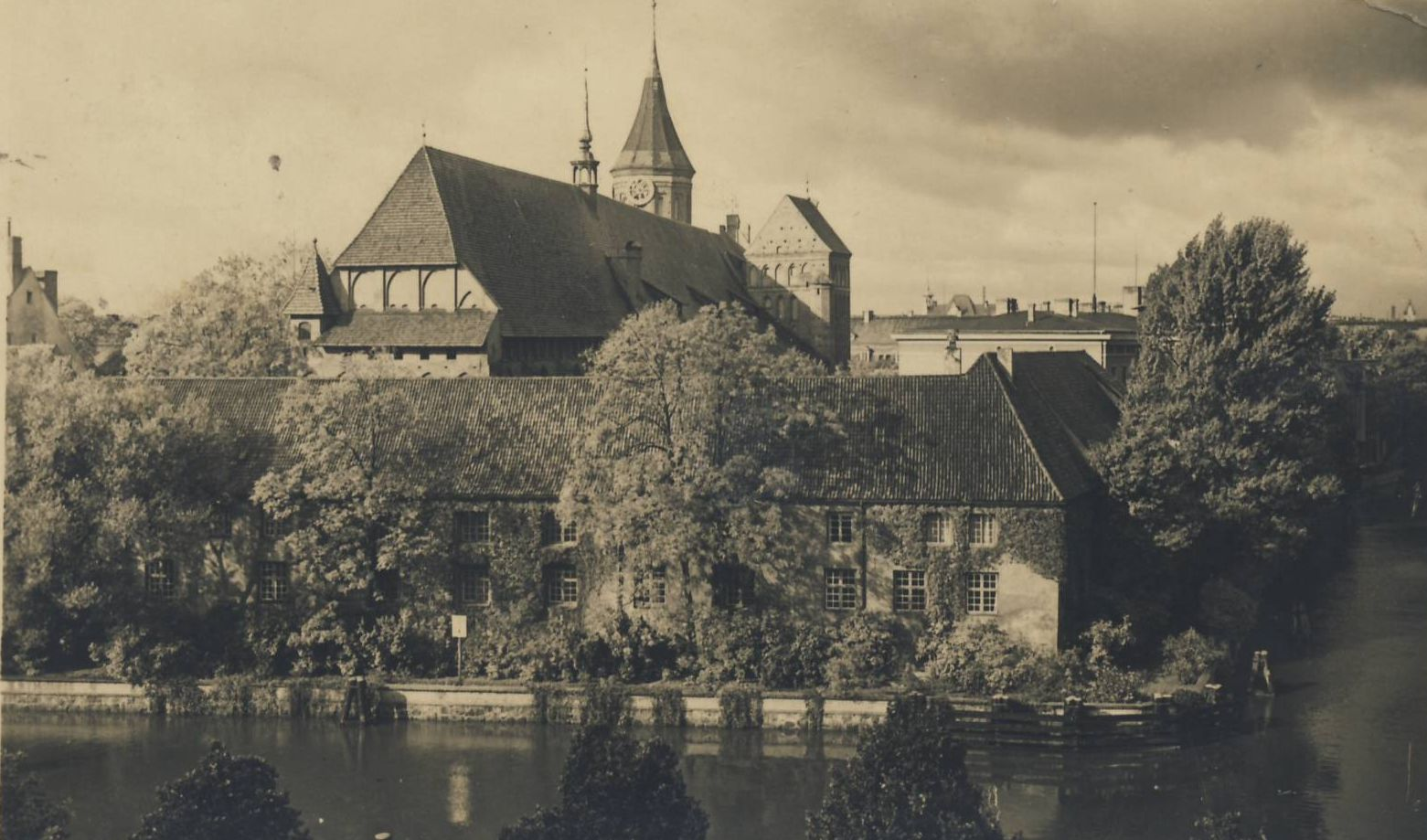
Les bâtiments et la chapelle protestante de l’ancienne Albertina, sur l’île du Kneiphof.

Le margrave Albert de Brandebourg-Ansbach, dernier grand maître de l’ordre Teutonique qui avait rejoint la réforme protestante et obtenu le titre héréditaire de duc de Prusse en 1525, installa sa nouvelle capitale à Königsberg. Il songeait depuis longtemps à y établir une école supérieure, selon par ex. le modèle du lycée Sainte-Catherine de Lübeck, pour constituer un contrepoids luthérien à l’Académie de Cracovie qui était catholique, le duché de Prusse orientale étant à l’époque un fief du royaume de Pologne. Il s'appuyait pour cela sur les recommendations des humanistes comme Johann Gramann et Joachim Camerarius qui se sont prononcés en faveur de la création d'un établissement scolaire pour la préparation aux études universitaires.
Dans cette perspective, Albert de Prusse fonde, par une ordonnance du 20 juillet 1544 (selon le calendrier julien), l'université de Königsberg, puis l'inaugure le 17 août suivant. Le premier recteur fut le poète Georg Sabinus, gendre de Philipp Melanchthon et ancien professeur à l'université brandebourgeoise de Francfort, qui recruta l’érudit Andreas Osiander et le recteur du lycée d’Elbing, Willem van de Voldersgraft, comme professeurs. Il avait convaincu le duc de transformer l'école supérieure en une université généraliste.
Pendant des siècles, l'institution fut le centre spirituel de la Prusse protestante. Fondée en dehors du Saint-Empire, sans aucun privilège impérial ou papal, l'université est cependant reconnue par le roi de Pologne, Sigismond II Auguste, mais doit reconnaître la confession d'Augsbourg.
S'étendant au nord de la cathédrale, l'université est organisée sur le modèle de l'université de Copenhague, fondée par Christian III de Danemark, le beau-frère d'Albert-Frédéric de Prusse.

## Essor
Dès les premières années, attirés par des enseignants prestigieux, les étudiants se pressent sur ses bancs : on recense 300 étudiants avant 1550; rapidement, ces derniers se recrutent dans l'ensemble du monde germanique.
En dépit de cet essor, les querelles théologiques qui traversent le monde protestant n'épargnent pas l'université, qui s'affirme au fil des années comme un bastion évangélique, alors que, en 1613, le duc en Prusse, Jean-Sigismond, s'est converti au calvinisme.
Au XVIIe siècle, l'université a vu son nom rattaché à celui de Simon Dach, qui devient son recteur en 1656, et de ses amis poètes. C'est alors que son surnom d’Albertina, lui fut donné. Dans la foulée de la visite du Tsar Pierre Ier de Russie en 1697, les liens entre le futur Royaume de Prusse et la Russie impériale se resserrèrent. On peut citer Cyril Razoumovski et Michel Miloradovitch parmi les étudiants russes de l'université.
Au XVIIIe siècle, Emmanuel Kant est le recteur de l’université de Königsberg, ville qu’il n'a jamais quittée, et dont la sépulture se trouve sur le site de l’Université Russe d’État Emmanuel Kant. Un jardin botanique fut inauguré en 1811, durant les guerres napoléoniennes. Deux ans plus tard, l’astronome Friedrich Wilhelm Bessel installa son observatoire à deux pas du jardin.
Au XIXe siècle, l’université compte parmi ses professeurs de noms aussi illustres que le biologiste Karl Ernst von Baer (1817-34), le mathématicien Carl Gustav Jacobi (1829-42), le minéralogiste et physicien Franz Ernst Neumann (1828-76) et le physicien Hermann von Helmholtz (1849-55).
C’est à cette époque, en 1862, que fut achevée la rénovation de l’université dans un style renaissance par Stüler,. La façade fut ornée d’une statue équestre d’Albert Frédéric de Prusse, sous laquelle furent placées des niches contenant les statues des réformateurs protestants Martin Luther et Philipp Melanchthon, tandis qu'à l'intérieur de l'édifice on trouvait un escalier soutenu par des colonnes de marbre. On plaça dans le grand amphithéâtre un portrait de l'empereur Frédéric III du Saint-Empire par Lauchert (de) et un buste d'Emmanuel Kant par Hagemann (de) et Johann Gottfried Schadow. Le hall adjacent fut décoré de fresques peintes en 1870.
Au XXe siècle, l'université dut son rayonnement à son école de mathématiques, à laquelle étaient associés les noms d'un professeur d'Albert Einstein, Hermann Minkowski, et d'un des mathématiciens modernes les plus marquants, David Hilbert.
La bibliothèque Albertina, située Dritte Fliess Strasse, contenait 230 000 volumes. L'université comptait 900 étudiants en 1900.

## Fermeture et disparition
Le 17 août 1944, l'université fêta ses 400 ans. Comme le note un rapport de renseignement britannique, l'université est cependant fermée lors de la mobilisation de la province par le Gauleiter Erich Koch, conformément à son décret du 13 juillet 1944 astreignant la population âgée de 15 à 65 ans à participer à la défense du Reich, notamment par l'érection de fortifications. Durant les nuits du 26 au 29 août 1944, Königsberg fut la cible de bombardements intenses par la Royal Air Force. La ville historique fut détruite, ainsi que 80 % du campus de l'université.
Conformément aux accords de Potsdam de 1945, Königsberg fut intégrée à l'Union soviétique. Le nouvel Institut pédagogique de Kaliningrad utilisa l'ancien campus de 1948 à 1967, puis reçut le statut d'université sous l'appellation d'« Université russe d'État Emmanuel Kant. »

## Organisation
Confiée à Georg Sabinus, le gendre de Philippe Mélanchthon, l'université compte dans un premier temps quatre facultés : théologie, droit, médecine et philosophie.

### Facultés

#### Faculté de théologie
Fidèle au contexte de sa création, la faculté de théologie de Königsberg est un bastion du luthéranisme, tandis que celle de l'Université Frédéric de Halle représente le piétisme.
Les théologiens renommés de la faculté de Königsberg sont Daniel Heinrich Arnoldt, Günther Bornkamm, August Hahn (de), Friedrich Kurschat (de), Conrad Mel, Cölestin Myslenta (de), Stanislaus Rapagelanus, Ludwig Rhesa (de), Georg Friedrich Rogall, Carl Schneider (de), David Voit (de) et Leopold Zscharnack (de).

#### Faculté de droit
Voici quelques étudiants renommés de la faculté de droit :
Levin Buchius (de) a rédigé la loi foncière du duché de Prusse. Abraham Culvensis (de) est le réformateur de la Lituanie. L'avocat constitutionnel Wilhelm Eduard Albrecht commence sa carrière à l'Albertina, puis se rend à Göttingen, où il est connu comme l'un des "Sept de Göttingen". L'avocat, historien et écrivain Felix Dahn enseigne à Königsberg de 1872 à 1888. Eduard von Simson est le premier président du Tribunal du Reich et est considéré comme l'un des parlementaires allemands les plus importants.
Max Fleischmann signe l'acte final des Conférences de paix de La Haye pour la codification du droit international. Philipp Zorn représente l'Empire allemand aux Conférences de paix de La Haye.
Ernst Forsthoff écrit The Total State en 1933 et devient plus tard président de la Cour constitutionnelle de Chypre. Albert Hensel (de) est un avocat fiscaliste de premier plan. L'expert en droit international Herbert Kraus (de) fonde le groupe de travail de Göttingen. L'avocat privé Fritz Litten (de) s'échappe en Irlande du Nord en 1933. La carrière d'Alfred Manigk (de) en tant qu'avocat civil commence à Königsberg.

#### Faculté de médecine

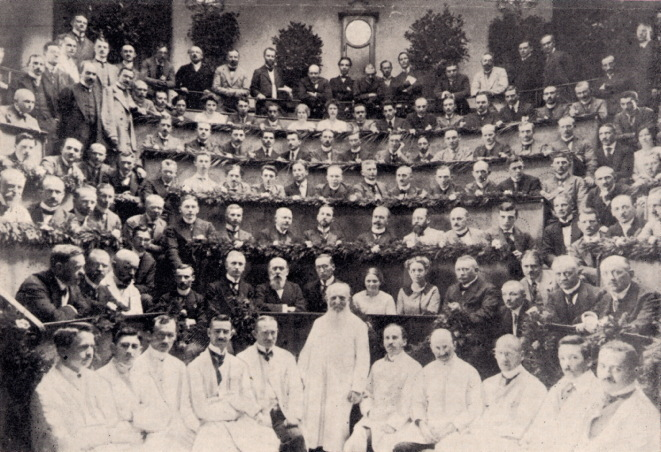
Adieu à Ludwig Lichtheim (1912).

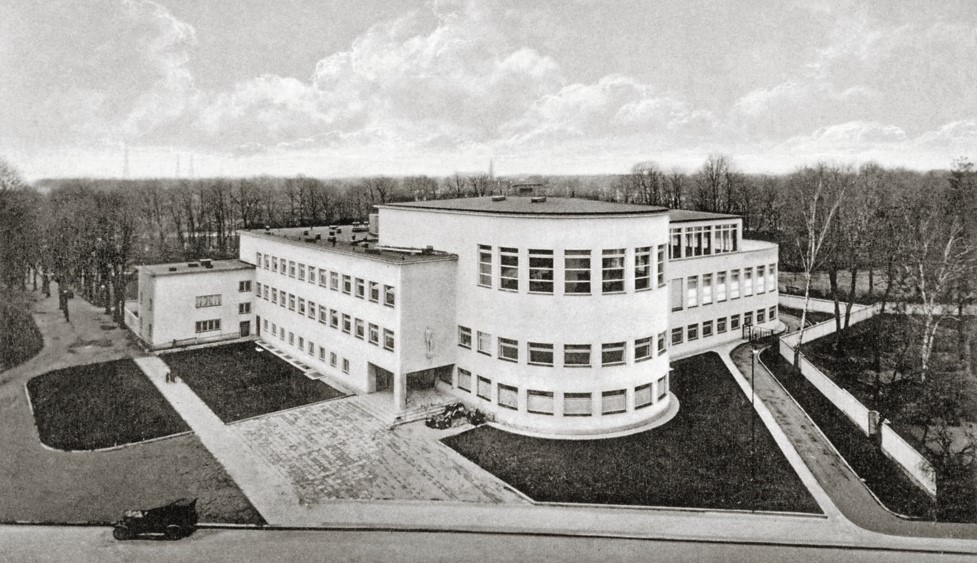
À cette époque, l'institut anatomique le plus moderne du Reich allemand (Neurossgarten, 1935).

Les médecins personnels princiers, les titulaires de chaire, les doyens et les recteurs sont les médecins (et naturalistes ) Andreas Aurifaber (de), Daniel Beckher l'Ancien (de) (l '«Hippocrate prussien»), Daniel Beckher le Jeune (de), Johann Christoph Bohl (de), Christoph Gottlieb Büttner (de), Christian Ludwig Charisius (de), Friedrich Reinhold Dietz (de), Georg Emmerich (de), Heinrich Friese (de), Severin Göbel l'Ancien (de), Severin Göbel le Jeune (de), Daniel Halbach von der Phorten (de), Melchior Philipp Hartmann (de), Friedrich Lepner (de), Georg Loth l'Ancien (de), Georg Loth le Jeune (de), Abraham Memmius (de), Valentin Preuss vom Springenberg (de), Johann Papius (de), Jean Placotomus, Johann Pontanus (de), Georg Rast (de), Gottfried Sand (de), Johann Heinrich Starcke (de), Paul vom Stein (de), Matthias Stoius (de), Johann Georg Strasburg (de), Christoph Tinctorius (de), Simon Titius (de) et Georg Wosegin (de).
Avec la spécialisation des XIXe et XXe siècles, ils se sont fait connaître dans leurs matières :
- Anatomie : Friedrich Burdach, Karl Wilhelm von Kupffer, Friedrich Merkel (de), Martin Rathke
- Chirurgie : Heinrich Braun (de), Paul Leopold Friedrich (de), Martin Kirschner, Arthur Läwen (de), Erich Lexer (de), Johann von Mikulicz, Erwin Payr (de), Karl Schönborn (de), Karl Unger, Albrecht Wagner (de)
- Gynécologie : Albert Hayn (de), Hugo Hildebrandt (de), Felix von Mikulicz-Radecki (de), Georg Winter (de)
- Otorhinolaryngologie: Wilhelm Berger (de), Adolf Greifenstein (de), Paul Stenger (de)
- Hygiène : Eugen Czaplewski (de), Erwin von Esmarch (de)
- Médecine interne : Herbert Assmann (de), Ernst von Leyden, Max Matthes (de), Julius Schreiber (de)
- Neurologie : Ludwig Lichtheim (de)
- Ophtalmologie : Arthur Birch-Hirschfeld (de), Julius Jacobson (de), Hermann Kuhnt (de), Wilhelm Rohrschneider (de)
- Pédiatrie : Hugo Falkenheim (de)
- Pathologie : Ernst Neumann (de), Friedrich Daniel von Recklinghausen
- Pharmacologie : Oskar Liebreich (de), Bernhard Naunyn
- Pharmacie : Karl Gottfried Hagen (de)
- Physiologie : Wilhelm von Wittich (de), Ernst Wilhelm von Brücke
- Psychiatrie : Ernst Meyer (de)
- Médecine légale : Karl Seydel (de)
- Odontologie : Paul Adloff (de)

Neuf cliniques, des collections importantes et la bibliothèque de 220 000 volumes ont fait de la faculté de médecine de l'Université de Königsberg une réputation nationale.

#### Faculté de philosophie

##### Disciplines des sciences humaines
Philosophes - Eduard Baumgarten (de) • Johann Friedrich Ferdinand Delbrück (de) • Johann Friedrich Herbart • Emmanuel Kant • Christian Jakob Kraus • Wilhelm Traugott Krug • Karl Rosenkranz .
Historiens - Friedrich Baethgen • Erich Caspar (de) • Felix Dahn • Wilhelm Drumann • Christoph Hartknoch (de) • Alfred Heuss • Karl Dietrich Hüllmann (de) • Hans Rothfels • Theodor Schieder • Friedrich Wilhelm Schubert • Johannes Voigt .
Philologues - Adalbert Bezzenberger • Peter von Bohlen (de) • Rudolf Otto Franke (de) • Georg Gerullis • Helmuth von Glasenapp (de) • Georg David Kypke (de) • Georg Sabinus • Karl Lachmann • Karl Lehrs (de) • Christian August Lobeck • Karl Heinrich Meyer (de) • Ferdinand Nesselmann • Johann Severin père • Walther Ziesemer (de).
Folkloriste - Walter Anderson .

## Personnalités liées à l'université

### Professeurs
- Wilhelm von Giesebrecht (1857-1861), médiéviste
- David Hilbert, professeur assistant de mathématiques (1886–1895)
- Adolf Hurwitz, chaire de mathématiques (1884-1891)
- Karl Jacobi, chaire de mathématiques (1829-1842)
- Emmanuel Kant, philosophe
- Karl Lachmann, littérature classique (1818-1824)
- Konrad Lorenz, biologiste et zoologiste autrichien (1940-1941)
- Wilhelm Maurenbrecher, historien
- Hermann Minkowski, professeur assistant de mathématiques (1894-1896)
- Andreas Osiander, chaire de théologie de 1549 à 1552
- Stanislovas Rapalionis, professeur
- Friedrich Julius Richelot (-1875)
- Hans Rothfels, historien (1891-1976)
- Theodor Schieder, historien (1908-1984)
- Johannes Voigt, historien
- Heinrich Weber, chaire de mathématiques (1875-1883)

### Étudiants
- Alfred Clebsch, mathématicien
- Kristijonas Donelaitis, écrivain
- Christian Goldbach, mathématicien
- Rudolf Gottschall

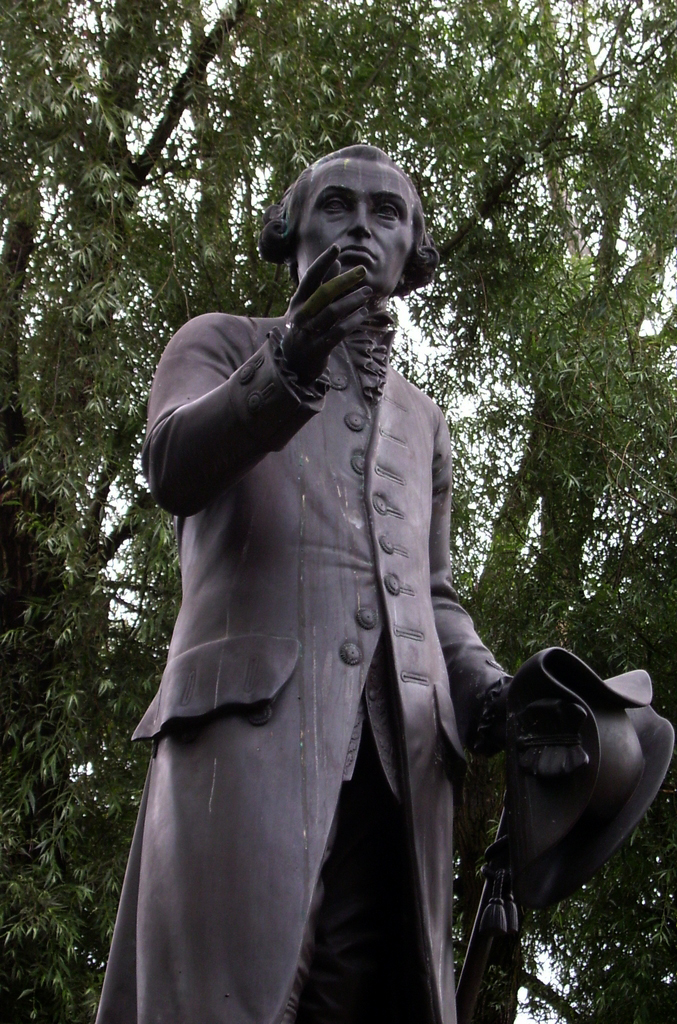
Cette statue d'Emmanuel Kant fut inaugurée par Christian Daniel Rauch en 1864. Retirée en 1945, elle fut rétablie dans le campus originel de l'Albertina en 1992.

- Gotthilf Hagen, hydraulicien, maître d'œuvre de l'arsenal de Wilhelmshaven
- Johann Gottfried Herder, pasteur, écrivain
- Ludwig Otto Hesse, mathématicien
- David Hilbert, mathématicien
- E.T.A. Hoffmann, écrivain
- Theodor Kaluza, physicien
- Emmanuel Kant, philosophe
- Gustav Kirchhoff, physicien
- Ewald Christian von Kleist
- Karl Rudolf Koenig, physicien
- Rudolf Lipschitz, mathématicien
- Martynas Mažvydas
- Hermann Minkowski, mathématicien
- Carl Neumann, mathématicien
- Moshe Novomeysky (en)
- Arnold Sommerfeld, physicien
- Georg Voigt, historien
- Zacharias Werner
- Arthur Zimmermann

## Association étudiantes
- Burschenschaft Germania (de)
- Burschenschaft Gothia (de)
- Corps Baltia (de)
- Corps Hansea
- Corps Littuania
- Corps Masovia
- Hochhemia
- Pappenhemia